# Anatol Arciuch
Anatol Arciuch (ur. 1938) – polski dziennikarz, publicysta, tłumacz.
W czasach PRL związany był z opozycją. Jako dziennikarz pracował w tygodniku „Spotkania”, najpierw jako publicysta, później jako redaktor naczelny. Od połowy lat 90. był redaktorem naczelnym tygodnika, a później miesięcznika „Nowe Państwo”. Z funkcji tej zrezygnował po przekształceniu „Nowego Państwa” w kwartalnik.
Jego teksty ukazywały się również w „Gazecie Polskiej”. Aktualnie Anatol Arciuch jest niezależnym publicystą i komentatorem, często pojawiającym się w „Polskim Radiu dla Zagranicy” i radiu „Tok FM".